# Боганьи, Бенце
Бенце Боганьи (венг. Bogányi Bence; род. 1976, Вац) — венгерский фаготист и музыкальный педагог; солист Мюнхенского филармонического оркестра, преподаватель Нюрнбергской высшей школы музыки, лауреат международных конкурсов.

## Биография
Бенце Боганьи родился в музыкальной семье в Венгрии. Там он и начал заниматься на фаготе в возрасте 8 лет. После этого Боганьи учился в академии имени Сибелиуса в Хельсинки, затем в Мальмё, в Детмольдской высшей школе музыки, и наконец в 2004 году окончил Берлинскую высшую школу музыки имени Эйслера. В период с 1997 по 2006 год он стал лауреатом нескольких международных конкурсов, в том числе конкурса имени Бернхарда Крусселя в Хельсинки и дважды — конкурса ARD в Мюнхене (в 2002 году как солист, в 2006 году в составе духового квинтета).
В 1997 году Бенце Боганьи стал первым фаготистом оркестра Финской национальной оперы, в 2002 году занял аналогичную должность в Хельсинкском филармоническом оркестре. В 2005 году, переехав в Германию, он возглавил группу фаготов симфонического оркестра Берлинского радио, а в 2007 году стал солистом Мюнхенского филармонического оркестра.
В качестве солиста Бенце Боганьи выступал в сопровождении симфонического оркестра Берлинского радио, Мюнхенского камерного оркестра и Хельсинкского филармонического оркестра. В 2005 году Боганьи впервые исполнил специально написанный для него концерт для фагота финского композитора Калеви Ахо. Как ансамблевый музыкант он сотрудничал со многими исполнителями. Некоторое время играл в октете Берлинской филармонии, выступив с ним на гастролях в Японии и на фестивале «Звёзды белых ночей» в Санкт-Петербурге. Записал два компакт-диска в составе квинтета духовых инструментов Chantily. С 2009 года Бенце Боганьи преподаёт в Нюрнбергской высшей школы музыки.
Бенце Боганьи женат на гобоистке Кларе Дент.